# Ґюс Воґелс
Ґюс Воґелс (нід. Guus Vogels, 26 березня 1975) — нідерландський хокеїст на траві.
Олімпійський чемпіон 1996, 2000 років, срібний призер 2004 року, учасник 2008 року.
Бронзовий призер Чемпіонату світу 2002, 2010 років.
Чемпіон Європи 2007 року, срібний призер 2005 року.
Бронзовий призер Трофею чемпіонів 2007 року.
Переможець Трофею чемпіонів 2000, 2002, 2003, 2006 років, срібний призер 2004, 2005 років, бронзовий призер 1999 року.